# Richard II van Montfaucon
Richard II van Montfaucon (overleden rond 1150) was van 1110 tot aan zijn dood heer van Montfaucon.

## Levensloop
Richard II was de zoon van heer Amadeus I van Montfaucon en diens echtgenote Meleryla, die een dochter was van graaf Mangold I van Neuchâtel. Rond het jaar 1110 volgde hij zijn vader op als heer van Montfaucon. 
Hij zette de linie van de heren van Montfaucon verder en wist zijn dynastie te verheffen tot de vorstelijke rang door te huwen met Sophia (overleden in 1148), dochter van graaf Diederik II van Montbéliard. Als heer van Montfaucon stichtte en verrijkte hij verschillende kloosters in de Franche-Comté; zo schonk hij een groot domein aan de Abdij van Lucelle.
Hij stierf rond het jaar 1150.

## Nakomelingen
Richard II en zijn echtgenote Sophia kregen volgende kinderen:
- Amadeus II (1130-1195), heer van Montfaucon en graaf van Montbéliard
- Stephanie (overleden na 1183), abdis van de Abdij van Baume-les-Dames
- Reinoud (1135-?)
- Diederik II (overleden in 1190), aartsbisschop van Besançon
- Clemence, huwde met heer Gerard IV van Fouvent